# Die Reliquie
Die Reliquie (portugiesisch: A Relíquia) ist ein Schelmenroman des portugiesischen Schriftstellers Eça de Queiroz, der 1887 in dem Rio de Janeiroer Literaturjournal Gazeta de Notícias vorabgedruckt wurde und noch im selben Jahr bei A. J. da Silva Teixeira in Porto in Buchform erschien.
Um 1877 in Portugal, Ägypten und Palästina: Die Geschichte des Ich-Erzählers, des Katholiken Teodorico Raposo, endet glücklich. In der Rahmenerzählung (Kapitel 1 und 5) lacht dem Erbschleicher und Heuchler Teodorico erst das Lebensglück, nachdem er den Müßiggang mit ehrlicher Arbeit als Buchhalter vertauscht hat. Vor dem Happy End pilgert Teodorico gen Jerusalem: In der Binnenerzählung (Kapitel 2 bis 4) bietet Eça de Queiroz während einer ausufernden Traumsequenz seine ironische Version der Passionsgeschichte.

## Hintergrund
Eine von mehreren Reisen führte den Verfasser 1869–1870 zur Eröffnung des Sueskanals nach Ägypten. Bei der Gelegenheit besuchte er Palästina. Ab 1870 erschien seine Fragment gebliebene Erzählung Der Tod Jesu in Fortsetzungen. Darin wird Christus als einfacher Mann, in der Landbevölkerung wurzelnd, den Mitgliedern des Hohen Rates, den  reichen, gierigen Händlern und den römischen Besatzern im verderbten Jerusalem gegenübergestellt.

## Rahmenerzählung
Teodoricos Vater Rufino da Assunção Raposo stammt aus Évora und wird in Viana Direktor der Zollstation. Dort in den Auen zwischen dem Rio Minho und dem Rio Lima lernt er auf dem Landgut Mosteiro Dona Rosa, eine der beiden Nichten des begüterten Lissabonner Edelmannes G. Godinho, kennen und lieben. Aus der Verbindung des Paares geht der Ich-Erzähler hervor. Die junge Mutter stirbt nach der Geburt Teodoricos. Als der Junge sieben Jahre alt ist, stirbt der Vater. Fortan liegt die Erziehung der Waise in den Händen von Tante Titi. Das ist die Lissabonner Senhora Dona Patrocínio das Neves, die ältere der beiden oben genannten Nichten des Edelmannes. Als Neunjähriger wird der Junge von der Tante in eine Schule nach Santa Isabel geschickt. Im Internat der Schule freundet sich Teodorico mit Crispim an. Dessen Eltern sind Mitinhaber einer Wollspinnerei in der Lissabonner Pampulha-Gasse.
G. Godinho stirbt. Teodorico kann nach dem Jurastudium seine reiche Erbtante Titi mit dem Doktordiplom beeindrucken. Der Bakkalaureus wird von der Tante zwar finanziell kurz gehalten, bekommt aber von ihr ein Pferd zum Ausritt durch Lissabon geschenkt. Die übertrieben gottesfürchtige Tante duldet nicht die kleinste Übertretung der von ihr aufgestellten Hausordnung. Titis Erwiderung auf irgendeinen Fauxpas ist: „...ich bestimme! Ausschweifungen und Schweinereien, nicht, solang ich lebe! Wem's nicht paßt, raus auf die Straße!“ Teodorico hat brav zu sein und muss sich dankbar zeigen. Denn er will die „schreckliche Alte“ beerben. Schließlich ist neben ihm, dem bettelarmen Neffen, kein Mitbewerber in Sicht. Teodorico klagt seiner heimlichen Geliebten Adélia ins schöne Ohr: „Würde die Tante jetzt abkratzen, ich könnte Ihnen eine Wohnung einrichten, mit allem Chic!“ Zu seinem Kummer muss der junge Mann erkennen, er hat doch einen Mitbewerber: Jesus Christus, unseren Herrn. Tante Titi, auf ihr Seelenheil bedacht, genehmigt eine Pilgerfahrt ins Heilige Land. Leider muss Titi gesundheitshalber in Lissabon warten, bis der Neffe die versprochene kostbare Jesus-Reliquie heimbringt.
Teodorico reist, kehrt gebräunt zurück, aber er verwechselt das Geschenkpaket. Die Dornenkrone des Herrn wurde mit dem „duftschwangeren“ Negligé von Teodoricos alexandrinischer Geliebten M. M. – nicht Maria Magdalena, sondern Mary – versehentlich vertauscht. Tante Titis Drohung wird wahr. Der Neffe findet sich mit einem Koffer voller Plunder – meistens falsche Reliquien – auf der Lissabonner Straße wieder. Wenige Monate hält er sich als Reliquienhändler über Wasser. Titi stirbt und vererbt zuvor ihr beträchtliches Vermögen der Kirche. Den Löwenanteil der Erbschaft hat sich während Teodoricos Pilgerfahrt Pater Negrão aus Torres erschlichen. Der Neffe erhält aus dem Nachlass ein Fernrohr. Als der portugiesische Reliquienmarkt um die Metropole herum gesättigt ist, lacht Teodorico das Glück. Schulkamerad Crispim stellt den Doktor der Rechte als Buchhalter in seine Fabrik ein. Fortan verbringt Teodorico jeden Werktag brav in der Pampulha-Gasse und macht überhaupt alles richtig: Er heuchelt kein einziges Mal mehr, sondern sagt seinem Vorgesetzten Crispim in den entscheidenden Momenten die Wahrheit furchtlos ins Gesicht. Diese mutige Haltung kommt an. Teodorico heiratet Crispims Schwester, wird Familienvater und mit der Zeit wohlhabend. Bei all dem Glück – ein Ärgernis gibt es noch. Pater Negrão hat sich das Meiste angeeignet. Zusammen mit Adélia residiert der „Lump“ auf Titis Landgut Mosteiro. Geld regiert die Welt. Teodorico kauft dem Erbschleicher die Liegenschaft ab und hat seine Sommerresidenz – den Ort aus Kinderzeiten – wieder.

## Binnenerzählung
Die Pilgerfahrt führt den Helden von Portugal über Malta und Alexandria ins Heilige Land und zurück nach Lissabon. Auf Malta lernt Teodorico seinen Reisekameraden Dr. Topsius kennen und schätzen. Der Bonner Gelehrte gehört dem „Kaiserlichen Institut für historische Grabungen“ an und sammelt Material für sein Werk „Die Geschichte der Herodes-Dynastie“. Leider benutzt der Deutsche unterwegs Teodoricos Zahnbürste. In Alexandria verliebt sich der Portugiese Hals über Kopf in Mary, eine Handschuh- und Wachsblumenverkäuferin aus York. Dann während der Weiterreise auf dem Wege nach Jaffa, stößt der fröhlich singende Paulo Pote, ein Ortskundiger, aus Montenegro stammend, zu den beiden Westeuropäern. In Jerusalem steigen die Drei im „Hotel Mittelmeer“ ab. Im Gegensatz zu dem Herodesforscher Topsius interessiert sich Teodorico nicht so sehr für die schlammige Via Dolorosa, sondern mehr für die junge Schottin Ruby im Nachbarzimmer – genauer, für deren Brüste, die das Sergekleid fast zum Bersten bringen. Beim Annäherungsversuch bezieht der Liebestolle allerdings vom Vater seiner Kybele ein Tracht Prügel und muss am nächsten Morgen aus gesundheitlichen Gründen Topsius den Ölberg allein besteigen lassen. Am Abend schon kann sich Teodorico von Krankenlager erheben, denn Paulo Pote führt seine beiden Gäste zu der hüfteschwingenden „Rose von Jericho“. Teodorico, Creme des Alentejaner Adels, geht als Katholik schon wieder leer aus. Der Gelehrte aus dem ketzerischen Deutschland macht das Rennen. Dr. Topsius zu seinem Sieg im Brustton der Überzeugung: „Der Glanz, den der deutsche Helm verstrahlt, Dom Raposo, ist das Licht, das der Menschheit leuchtend den Weg weist!“ Teodorico tut das Gerede als Quatsch ab und verweist auf große Portugiesen – auf Alfonso Henriques und Herculano.
Auf dem Wege zum Jordan geht es an den Ruinen von Jericho, Moab, dem trostlosen Kanaan und an Machaerus vorbei. Endlich am Jordan angelangt, wird das Bier „in den heiligen Wassern gut gekühlt“. Der Weg nach Jericho führt an Engedi, Gilgal und Moses Sterbeort Nebo vorbei. Dort in der Wüstenei kommt dem jungen iberischen Pilger die „göttliche Erleuchtung“. Von einem halbverdorrten Dornenbaum am Wege pflückt er die Zweige für seine oben genannte selbstgebastelte Krone – diese „göttliche Reliquie mit übernatürlichen Kräften“. Derweil sucht Dr. Topsius an der Elisaquelle nach den Thermen des Herodes. Auf Befragen vermutet der Gelehrte, es handele sich bei dem aufgefundenen Baumkrüppel um den Nabka. Auch Lycium spinosum käme als Material für die Schmähkrone in Frage. Der Deutsche setzt seine Suche nach Herodes’ Festung Cypron fort.
Teodoricos Traum
In jenem biblischen Tale des Landes Kanaan unter Moabs Bergen, nahe beim Fundort des Dornenbaumes in der Jerichoer Gegend, bekommt der Pilger des Nachts im Zelt „neben der niedergesunkenen Glut des Lagerfeuers“ im Traume die Nachricht übermittelt, Rabbi Jeschua Natzarieh alias Jesus von Nazareth wurde in Bethanien festgenommen und ist vor dem Hohen Rat erschienen. Nach dieser besorgniserregenden Kunde begibt sich der Träumer mit dem deutschen Doktor vom Jordan nach Jerusalem in Gamaliels Haus am Ophel oberhalb des Rogelbrunnens.  Der hagere Patriarch zeigt sich gastfreundlich. Teodorico steckt sich eine Zigarette an. Der Schriftgelehrte Gamaliel hat rasch Gründe zur Verurteilung des Inhaftierten zur Hand: „Dreißig Jahre ist der Rabbi und nicht verheiratet! Was ist seine Arbeit? Wo ist das Feld, das er bestellt?... Auf Straßen vagabundiert er... Wenn der Rabbi Jeschua... einer Ehebrecherin die Sünde vergibt... so ist seine laxe Moral dafür der Grund...“ „Der Rabbi muß sterben... Wir harren eines Messias, der ein Schwert trägt und Israel befreit, dieser indes, töricht und geschwätzig, erklärt, er bringe lediglich das ‚Brot der Wahrheit‘!“ Topsius mischt sich ein; redet dem harschen Gastgeber nach dem Munde: „Wahrlich... Jesus und das Judentum könnten nie miteinander auskommen.“
Teodorico begibt sich im Herodespalast unter die Pharisäer. Jesus, vor Pilatus, spricht: „Mein Reich ist nicht von dieser Welt“ Darauf schreit einer: „Dann entfernt ihn aus dieser Welt!“ Pilatus will wissen: „Was suchst du... hier?“ Jesus erwidert, er wolle die Wahrheit bezeugen. Darauf Pilatus: „Was ist das, die Wahrheit?“ Verwundert über die Antworten des Sohnes Davids und seiner messianischen Sendung befindet der Präfekt von Judäa auf unschuldig und resümiert: „Dieser Mann da ist schlicht ein Phantast.“
Nach Topsius greift nun auch Teodorico in den Lauf der Passionsgeschichte ein; begleicht eine Schuld Jesu mit römischen Goldstücken. Die Gegner Jesu lassen nicht locker. Pilatus lässt sich nicht in das Netz religiöser Zwistigkeiten des Hohen Rates einspinnen und urteilt: „Gehet hin und kreuzigt ihn!“ Darauf beschreibt Teodorico den folgenden Part seiner Traumsequenz: „Und ich sah den holden Rabbi aus Galiläa seinen ersten Schritt in den Tod tun.“
Schweren Herzens begleitet Teodorico den Bonner Doktor auf den Kalvarienberg. Denn der Iberer muss einen „Rabbi im Sterben“ erleben, dessen ans Kreuz gebundener, genagelter Leib weder aus Elfenbein noch aus Silber ist wie in Tante Titis Lissabonner Kirche, sondern der sich blutend aufbäumt.
Die Römer sind gar nicht so: Joseph von Aritmathia darf den Leib Jesu, „eingewickelt in geöltes und mit Nelke und Narde parfümiertes feines Leinen“, in seinem Garten in einem neuen Felsengrab beerdigen. Aus dem Gefolge Josephs wird verlautet, zwar seien die Schmerzen des Gekreuzigten mit einem Gnadengetränk, dem Mohnkapselsaft beigemischt worden war, gemildert worden, doch es wird versichert: „Er hat sehr gelitten!“ Aber der Gekreuzigte sei gar nicht gestorben, sondern liege nur narkotisiert in der Felsengruft und werde wiedererweckt werden. Leider müssen der Iberer und der Deutsche dann doch noch ein Faktum zur Kenntnis nehmen. Ein Augenzeuge der Beisetzung in der Grotte berichtet, der Rabbi – also Jesus Christus – ist tot.
Später – wieder im Hause Gamaliels angekommen – wird die Frage: „War es der Messias?“ eruiert. Teodorico bejaht gegen Ende seines Traumes. Hingegen der Tempelarzt Elieser von Silo, Naturkundiger des Hohen Rates, muss allein aus formalen Gründen verneinen. Denn, so führt der „gütige Eingeweidedoktor“ aus, der rechte Messias führe den Namen Menahem – der Tröster.
Anderntags – aus dem schweren Traum erwacht – wird es Teodorico im Heiligen Land langweilig. Er tritt die Heimreise an. Über Bethel vorbei am See Genezareth, Nazareth  mit Blick auf den Karmel, Jerusalem, Jaffa und Alexandria erreicht der Morgenlandfahrer sein Lissabon.

## Rezeption
- 1984, Óscar Lopes im Nachwort der verwendeten Ausgabe: Die Passion Jesu, die im Roman etwa ein Drittel des Textes einnimmt, folge Ernest Renans Leben Jesu (1863)[26]. Themen der restlichen Passagen, die in Portugal spielen, sind die dortige Frömmelei und das klerikale Milieu.
- Johann Hinrich Claussen in der FAZ: Die Dornenkrone war nicht im Paket. Jesus als Revitalisierer: Alte Theorien der Leben-Jesu-Forschung in neuem Gewand.

## Deutschsprachige Ausgaben
- José Maria Eça de Queiroz: Die Reliquie. Kurt Wolff, Leipzig 1918. 366 Seiten
- José Maria Eça de Queiroz: Die Reliquie. Roman. Aus dem Portugiesischen übersetzt von Richard A. Bermann.  Aufbau-Verlag, Berlin 1958, 305 Seiten
- José Maria Eça de Queiroz: Die Reliquie. Deutsch von Andreas Klotsch. Mit einem Nachwort von Óscar Lopes[27], übersetzt von Horst Schulz. Aufbau-Verlag, Berlin 1984 (1. Aufl.), 312 Seiten mit Anmerkungen (S. 309–312) (verwendete Ausgabe)

## Anmerkung
1. ↑  Mit Gamaliel ist der Sohn Simeons gemeint (Verwendete Ausgabe, S. 142, 13. Z.v.o.).